# Le Destin de l'épouvanteur
Le Destin de l'épouvanteur (titre original : The Spook's Destiny) est le huitième tome de la série L'Épouvanteur signée Joseph Delaney. Paru en 2011, il est précédé par Le Cauchemar de l'épouvanteur et suivi par Grimalkin et l'Épouvanteur.

## Résumé
Dans ce huitième tome, John Gregory, Tom Ward et son amie Alice, fuyant la guerre qui fait rage dans le Comté, accostent en Irlande. Là, ils vont affronter des mages particulièrement malfaisants, prêts à tout pour accroître leurs pouvoirs maléfiques et se débarrasser de l'épouvanteur comme de son apprenti. Au cours d'une dangereuse mission, Tom se voit remettre la Lame du Destin, une épée venue de l'Autre Monde. Cette arme puissante lui permettra-t-elle de vaincre le Malin ? Mais s'il veut survivre, il doit encore s'entraîner... Et la seule personne capable de l'aider n'est autre que Grimalkin, la sorcière tueuse... 